# Порядок групи
Порядок групи — потужність носія групи, тобто, для скінченних груп — кількість елементів групи. Позначається {\displaystyle |G|} або {\displaystyle \mathbf {Ord(G)} }.
Для скінченних груп зв'язок між порядком групи та її підгрупи встановлює теорема Лагранжа: порядок групи {\displaystyle G} дорівнює порядку будь-якої її підгрупи {\displaystyle H\subseteq G}, помноженому на її індекс — кількість її лівих чи правих класів суміжності:
{\displaystyle |G|=|H|\cdot [G:H]}.
Важливим результатом про порядки груп є рівняння класу, що пов'язує порядок скінченної групи {\displaystyle G} з порядком її центра {\displaystyle \mathrm {Z} (G)} і розмірами її нетривіальних класів спряженості:
{\displaystyle |G|=|Z(G)|+\sum _{i}d_{i}},
де {\displaystyle d_{i}} — розміри нетривіальних класів спряженості. Наприклад, центр симетричної групи {\displaystyle S_{3}} — просто тривіальна група з одного нейтрального елемента {\displaystyle e}, і рівняння перетворюється на {\displaystyle |S_{3}|=1+2+3}.
Порядок елементів скінченних груп ділить її груповий порядок. З теоретико-групової теореми Коші випливає, що порядок групи {\displaystyle G} є степенем цілого простого числа {\displaystyle p} тоді й лише тоді, коли порядок будь-якого з її елементів є деяким степенем {\displaystyle p}.